# Léa Salamé
Pour les articles homonymes, voir Salamé.
Léa Salamé , née Hala Salamé le 27 octobre 1979 à Beyrouth, est une animatrice de radio et de télévision franco-libanaise.
Après avoir travaillé sur les chaînes d'information en continu France 24 et I-Télé entre 2006 et 2014, elle se fait connaître du grand public à partir de 2014 grâce à son rôle de chroniqueuse dans l'émission On n'est pas couché, diffusée sur France 2. Sur cette même chaîne, elle présente L'Émission politique puis Vous avez la parole mais aussi le magazine culturel Le Doc Stupéfiant. En septembre 2021, elle rejoint Laurent Ruquier à la présentation de l'émission On est en direct. Elle arrête la présentation de L'émission politique en septembre 2022 afin de se consacrer à son nouveau talk-show Quelle époque !.
À la radio, entre 2014 et 2025, Léa Salamé mène des interviews dans Le 7/9 (devenu Le 7/10 depuis septembre 2023) sur France Inter puis elle devient, en 2017, la co-animatrice de cette tranche d'informations, en compagnie de Nicolas Demorand. Elle quitte France Inter en 2025 pour la présentation du Journal de 20 heures de France 2.

## Biographie

### Famille et enfance
Hala Lea Salamé naît le 27 octobre 1979 à Beyrouth au Liban,,. Son père, Ghassan Salamé, est ministre de la Culture du Liban entre 2000 et 2003, puis à nouveau à partir de janvier 2025. Il est aussi politologue et professeur à Sciences Po Paris et ancien conseiller spécial du secrétaire général de l’ONU Kofi Annan. Sa mère, Mary Boghossian, d'origine arménienne qui échappe au génocide,, est la sœur des diamantaires Jean et Albert Boghossian. Hala Salamé fuit la guerre du Liban pour le XVIe arrondissement de Paris avec sa famille à l'âge de 5 ans. Elle acquiert la nationalité française par naturalisation à 10 ans,. Elle modifie son état civil et y inscrit le prénom Léa.  Sa sœur cadette Louma Salamé dirige la Fondation Boghossian à Bruxelles,.

### Études et formation
Après une scolarité secondaire au lycée Saint-Louis-de-Gonzague, puis à l'École alsacienne à Paris, où elle décide de se faire appeler Léa, inversant l'ordre de ses prénoms et ajoutant un accent aigu à son second prénom ainsi rendu usuel,,, elle suit des études de droit à l'université Panthéon-Assas, puis entre à Sciences Po Paris (promotion 2002) et effectue également une année à l'université de New York (elle est blessée superficiellement lors des attentats du 11 septembre 2001),.

### Débuts à la télévision
Léa Salamé est reçue par Jean-Pierre Elkabbach, un ami de son père, et entre comme stagiaire sur LCP AN/Public Sénat, elle y commence sa carrière d'animatrice à ses côtés, avec l'émission Paroles du monde.

### Carrière audiovisuelle

#### Radio (2014-2025)
Du 25 août 2014 et jusqu'en 2017, elle mène l'interview de 7 h 50 sur France Inter, dans la matinale de Patrick Cohen,.
À la rentrée 2017, avec Nicolas Demorand, Léa Salamé reprend le 7/9, à la suite de la démission de Patrick Cohen.
Le 28 août 2018, le ministre de l'Écologie Nicolas Hulot annonce sa démission du gouvernement en direct sur le plateau de la matinale qu'elle présente. Elle est critiquée, ainsi que son confrère Nicolas Demorand, pour avoir diffusé une vidéo d'autocongratulations sur le site web de France Inter quelques minutes après l'annonce de la démission. Elle annonce ensuite regretter d'avoir publié cette vidéo.
À l'été 2019, France Inter diffuse le samedi à 12 h, une émission intitulée Femmes puissantes, qui est constituée d'entretiens d'une heure chacun réalisés par Léa Salamé avec des femmes comme Delphine Horvilleur, Béatrice Dalle, Leïla Slimani, Bettina Rheims, Carla Bruni-Sarkozy, Amélie Mauresmo ou encore Christiane Taubira,.
En décembre 2020, France Inter diffuse la saison 2 de son émission Femmes puissantes. Elle mène alors des entretiens avec Anne Hidalgo, Aya Nakamura, Christine Lagarde et la colonel Karine Lejeune. Elle décline cette émission sous la forme de deux livres publiés aux éditions des Arènes en 2020 et 2021.
À la rentrée 2023, elle quitte l'interview de 7h50 pour celle de 9h20 dans la Matinale de France Inter. Cela représente une occasion de faire des portraits au long cours de personnalités du monde de la culture, à l'instar de Victoria Beckham ou encore Anna Wintour,.
Le 19 juin 2025, elle annonce quitter France Inter à la fin de la saison pour prendre les rênes du Journal de 20 heures de France 2, en remplacement d’Anne-Sophie Lapix.

#### Télévision (depuis 2003)

##### 2003-2006: Public Sénat
C'est au sein de la rédaction de Public Sénat que Léa Salamé fait ses débuts en télévision, en présentant notamment le magazine Paroles du monde et les tranches d'informations[réf. nécessaire].

##### 2006-2010: France 24
À partir de décembre 2006, Léa Salamé travaille pour la chaîne d'information internationale française en continu France 24, tout juste créée. En alternance avec Antoine Cormery, elle présente la tranche d'information du soir en direct, appelée La Soirée, de 21 heures à minuit, puis de 20 heures à minuit à partir d'octobre 2010.

##### 2010-2014: I-Télé
Fin 2010, elle quitte France 24 pour rejoindre I-Télé. En janvier 2011, elle présente l'émission Élysée 2012 avec Michel Dumoret, chef du service politique, dans la perspective de l'élection présidentielle française de 2012, du lundi au vendredi à 21 h 15. En septembre 2011, elle reprend la présentation de la tranche entre 17 heures et 20 heures avec Marc Fauvelle. À la rentrée 2012, cette tranche est diffusée de 18 heures à 22 heures en incluant l'émission 20 h Foot. À la rentrée 2012, elle présente l'émission de débat On ne va pas se mentir, du lundi au jeudi de 21 h 15 à 22 heures. L'année suivante, elle anime l'émission Ça se dispute sur la même chaîne, où elle arbitre les débats entre les journalistes d'alors Éric Zemmour et Nicolas Domenach.

##### Depuis 2014: France Télévisions
Fin août 2014, elle prend la succession de Natacha Polony dans le duo de chroniqueurs formé avec Aymeric Caron pour la saison 2014-2015 puis avec Yann Moix (2015-2016) dans l'émission de Laurent Ruquier, On n'est pas couché, diffusée sur France 2. Le 14 avril 2016, alors qu'elle interviewe, avec David Pujadas, le président François Hollande dans l'émission Dialogues citoyens sur France 2, la journaliste crée la polémique en rétorquant au président de la République lors d'une remarque sur les réfugiés : « C'est une plaisanterie ? » lui dit-elle. Cette intervention est rapidement relayée sur les réseaux sociaux et les articles sur le sujet fréquemment visionnés par la suite, qualifiant parfois Léa Salamé de « sèche », « trop agressive » dans ses paroles voire partiale[source insuffisante].
Fin juin 2016, elle quitte On n'est pas couché après deux ans de participation et des prestations globalement appréciées. Elle préfère à l'émission de Laurent Ruquier un magazine politique qui débute à la rentrée 2016. La productrice Catherine Barma comprend sa décision car le fait d'animer une émission politique était « son rêve ». Depuis le 15 septembre 2016, elle présente L'Émission politique sur France 2 ; avec David Pujadas de septembre 2016 à mai 2017, puis seule à partir de septembre 2017 avec une formule remaniée. Ce magazine, qui remplace Des paroles et des actes, a lieu deux jeudis soir par mois, en première partie de soirée.
À partir du 28 septembre 2016, Léa Salamé est à la tête d'une émission culturelle, Stupéfiant !, diffusée sur France 2, trois mercredis par mois, en deuxième partie de soirée. Depuis le 9 janvier 2017, l'émission est diffusée tous les lundis, toujours en deuxième partie de soirée. Désormais diffusée sur France 5 à partir de septembre 2019, elle change de nom et de format et devient Le Doc Stupéfiant.
Le 19 juin 2025, elle quitte la matinale de France Inter pour se consacrer à son talk-show Quelle époque ! ainsi qu'au Journal de 20 heures de France 2 dont elle sera à la tête à partir de septembre 2025.

##### On est en directavec Laurent Ruquier
En septembre 2021, Léa Salamé rejoint Laurent Ruquier pour co-présenter avec lui le talk-show du samedi soir en deuxième partie de soirée sur France 2, On est en direct.

##### Quelle époque!
À la suite de la décision de Laurent Ruquier d'arrêter On est en direct, c'est Léa Salamé qui prend les commandes du nouveau talk-show du samedi soir. Nommé Quelle époque ! , il s'inscrit dans la lignée des précédents talks du samedi soir. Cette émission permet le grand retour de Christophe Dechavanne en la qualité d'« invité permanent » ; il donne ainsi son avis tout au long de l'émission.

##### Élections
Le 19 janvier 2017, elle anime, avec David Pujadas et Fabien Namias, le troisième débat de la primaire présidentielle de la Belle Alliance populaire, opposant les sept candidats, organisé par France 2, Europe 1 et les partenaires de la presse quotidienne régionale.
Le 20 avril 2017, elle anime avec David Pujadas l'émission 15 minutes pour convaincre sur France 2 qui permet à tous les candidats de l'élection présidentielle de présenter leur projet en quinze minutes face aux questions des deux journalistes.
Le 20 avril 2022, elle anime avec Gilles Bouleau le débat de l'entre-deux-tours de l'élection présidentielle opposant Emmanuel Macron et Marine Le Pen sur TF1 et France 2.

#### 2019: retrait temporaire lors des élections européennes
Le 15 mars 2019, Léa Salamé annonce se retirer de L'Émission politique de France 2 ainsi que de la matinale de France Inter pour « éviter tout soupçon de conflit d'intérêts », après l'annonce de la candidature de son compagnon Raphaël Glucksmann aux élections européennes en mai 2019. Elle conserve cependant les commandes du magazine Stupéfiant ! sur France 2. Cette décision, qui se veut dans l'esprit de la jurisprudence Anne Sinclair amorcée par Anne Sinclair en 1997 sur TF1, agace la journaliste Audrey Pulvar, ancienne compagne d'Arnaud Montebourg, qui avait subi le même sort en 2012 lorsque ce dernier avait intégré le gouvernement : « En 2019, en France, on continue de reprocher à une femme les opinions politiques de son compagnon. Nous, pauvres petites choses si influençables, incapables de discernement ? Cette mise à l'écart de Léa Salamé est injuste et injustifiée ».
Le 27 mai 2019, au lendemain des élections européennes qui voient son compagnon élu député, Léa Salamé reprend sa place au sein de la matinale de France Inter aux côtés de Nicolas Demorand,.

#### Activités  artistiques
En octobre 2018, elle participe au spectacle d'Al Pacino sur la scène du théâtre de Paris.
En septembre 2018, elle joue son propre rôle dans la web-série Sibyle et Guy, créée par Charline Vanhoenacker et Alex Vizorek, qui parodie Sibyle Veil et Guy Lagache, les patrons de Radio France.

## Engagements
Depuis 2021, Léa Salamé apporte son soutien à une association de lutte contre la précarité des femmes et des bébés, MaMaMa. Elle a participé à l'émission de jeu télévisé Le club des invincibles en faveur de l'association. En étant finaliste de jeu de culture générale, elle a permis de reverser 18 000€ à l'association.

## Vie privée
Léa Salamé est en couple avec l'homme politique Raphaël Glucksmann (coprésident de Place publique), une relation commencée peu après leur rencontre sur le plateau d’On n'est pas couché en novembre 2015. De cette union naît un garçon en 2017.
Elle est catholique pratiquante,.

## Résumé de son parcours médiatique

### En radio
- 2014-2023 : meneuse de L'interview de 7 h 50 dans la matinale de France Inter
- 2017-2025 : coanimatrice de la matinale Le 7/9 sur France Inter avec Nicolas Demorand puis le 7/10 en 2023 toujours avec Nicolas Demorand
- 2019-2020 : présentatrice de l'émission hebdomadaire Femmes puissantes sur France Inter.

### À la télévision
- 2006-2010 : La Soirée sur France 24
- 2006-2010 : Une semaine aux Amériques sur France 24
- 2011 : Élysée 2012 avec Michel Dumoret sur I-Télé
- 2011-2012 : 17 h-20 h avec Marc Fauvelle sur I-Télé
- 2012-2014 : 18 à 22 h sur I-Télé
- 2012 : On ne va pas se mentir sur I-Télé
- 2013-2014 : Ça se dispute sur I-Télé
- 2014-2016 : On n'est pas couché sur France 2 présenté par Laurent Ruquier : chroniqueuse avec Aymeric Caron puis Yann Moix
- 2016 : Dialogues citoyens sur France 2 : présentatrice avec David Pujadas
- 2016-2019 : L'Émission politique sur France 2 avec David Pujadas puis Thomas Sotto
- 2016-2019 : Stupéfiant ! sur France 2
- 2017 : Débat de la primaire présidentielle de la Belle Alliance populaire sur France 2 : présentatrice avec David Pujadas
- 2017 : 15 minutes pour convaincre sur France 2 avec David Pujadas
- 2019-2021 : Vous avez la parole sur France 2 avec Thomas Sotto
- Depuis 2019 : Le Doc Stupéfiant sur France 5
- 2020 : Interview présidentielle du 14 juillet sur TF1 et France 2 avec Gilles Bouleau
- 2020 : Unis pour le Liban sur France 2 avec Nagui et Leila Kaddour
- 2021-2022 : On est en direct sur France 2 : présentatrice avec Laurent Ruquier
- 2021-2022 : Élysée 2022 puis France 2022 sur France 2 avec Laurent Guimier
- 2022 : Le Débat sur TF1 et France 2, coanimé avec Gilles Bouleau
- Depuis 2022 : Quelle époque ! sur France 2
- 2022 : Aux arbres citoyens sur France 2, coprésenté avec Hugo Clément
- 2023 : Unis face au séisme sur France 2 avec Stéphane Bern
- 2023 : Santé en France : l'état d'urgence ? sur France 2, coprésenté avec Michel Cymes
- 2023 : Les Super-pouvoirs de l'océan sur France 2, coprésenté avec Hugo Clément
- 2024 : Les Victoires de la musique 2024 sur France 2 : coprésentation avec Cyril Féraud
- 2024 : Quels jeux ! sur France 2 ou France 3 : coprésentation avec Laurent Luyat
- 2024 : Paris 2024 : Merci ! sur France 2 : coanimation avec Nagui
- 2025 : Les Victoires de la musique 2025 sur France 2 : coprésentation avec Cyril Féraud
- 2025 : Urgence océan : un sommet pour tout changer sur France 2 : coprésenté avec Hugo Clément
- À partir de septembre 2025 : Journal de 20 heures sur France 2

## Critiques et rappels à l'ordre

### Affaire de l'interview de Carlos Ghosn
Le 8 janvier 2020, Léa Salamé est envoyée à Beyrouth par France Inter pour s'entretenir avec Carlos Ghosn qui venait de quitter clandestinement le Japon où il était inculpé pour détournement de fonds, dissimulation de revenus et abus de confiance dans le cadre de l'affaire Carlos Ghosn. Cet entretien est rapidement critiqué sur les réseaux sociaux, et sur certains médias,, étant perçu comme une démonstration mise en scène de connivence et de complaisance de la part d'une journaliste du service public envers un multimillionnaire ayant fui la justice. Certains détracteurs dénoncent la différence d'attitude, de ton et des questions de la journaliste entre cet entretien — admiratif et axé sur les ressentis de Carlos Ghosn et le mythe de son évasion — et d'autres entretiens perçus comme des interrogatoires hostiles, notamment l'entretien avec Philippe Martinez, la veille, dans le cadre des mouvements sociaux contre le projet de réforme des retraites, ou celle de Jean-Luc Mélenchon.

### Affaire de l'interview de Jean-Luc Mélenchon
Concernant l'entretien avec Jean-Luc Mélenchon d'octobre 2021 dans On est en direct, après avoir été saisi à sept reprises, le Conseil de déontologie journalistique et de médiation (CDJM) l'a « rappelée à l'ordre »,,. Trois des saisines lui reprochaient « son ton, jugé irrespectueux et agressif » mais le CDJM a rappelé que « les journalistes sont libres du ton et du style qu'ils adoptent, choix qui relève de l'éditorial, même si on peut déplorer qu'il varie en fonction des interlocuteurs »,. Il a par contre suivi les saisines lui reprochant d'avoir manqué aux règles de déontologie en affirmant avec insistance « sans la moindre preuve » ni vérification des faits qu'il y a « des quartiers où les islamistes ont pris le pouvoir aujourd'hui en France »,.

## Distinctions
- « Femme de l'année 2014 » par le magazine GQ[75]
- « Meilleure intervieweuse de l'année 2015 » (prix Philippe-Caloni 2015)[76]